# Smørumnedre
Smørumnedre este un oraș în Danemarca.